# Alulatettix wudangshanensis
Alulatettix wudangshanensis är en insektsart som beskrevs av Wang, Yuwen och Z. Zheng 1997. Alulatettix wudangshanensis ingår i släktet Alulatettix och familjen torngräshoppor. Inga underarter finns listade i Catalogue of Life.